# باولا راي جيبسون
باولا راي جيبسون (بالإنجليزية: Paula Rae Gibson)‏ هي مصورة بريطانية، ولدت في 1968.

## وصلات خارجية
- باولا راي جيبسون على موقع ميوزك برينز (الإنجليزية)